# Guatteria punctata
Guatteria punctata är en kirimojaväxtart som först beskrevs av Jean Baptiste Christophe Fusée Aublet, och fick sitt nu gällande namn av Richard Alden Howard. Guatteria punctata ingår i släktet Guatteria och familjen kirimojaväxter. Inga underarter finns listade i Catalogue of Life.